# Bupranolol
A bupranolol egy nem-szelektív béta receptor blokkoló. Nem rendelkezik intrinszik szimpatomimetikus aktivitással, de van membránstabilizáló hatása. Hatáserőssége hasonló a propranololhoz. Alkalmazzák magas vérnyomás, koszorúér-betegségek, szívritmus zavarok és glaukóma kezelésére. Alkalmazható tabletta, szemcsepp valamint transzdermális tapasz formájábán. Magyarországon  nincs forgalomban.

## Farmakokinetika
A bupranolol felszívódása per orális alkalmazás után gyors és teljes, biohasznosulása <10% a jelentős first pass átalakulás miatt. Plazma felezési ideje 2-4 óra.
Per orális alkalmazás során a bupranolol igen jelentős first pass metabolizációt (>90%) szenved. Fő metabolitja a karboxibupranolol (4-klór-3-[3-(1,1-dimetiletilamino)-2-hidroxi-propiloxi] benzoesav), melynek 88%-a 24 órán belül vesén  keresztül ürül.

## Farmakodinámia
A bupranolol egy nem szelektív béta-receptor blokkoló. Intrinszik szimpatomimetikus aktivitással nem rendelkezik, de van membránstabilizáló hatása. Hatáserőssége hasonló a propranololhoz.

## Hatásmechanizmus
A bupranolol gátolja a szimpatikus idegrendszer neurotranszmittereinek (katekolaminok) kötödését a szív béta-1 receptoraihoz, ezáltal gátolja a szimpatikus túlsúlyt, melynek következtében csökken a nyugalmi szívfrekvencia, perctérfogat és vérnyomás.
Helyileg, szemcseppként alkalmazva csökkenti a csarnokvíz termelődését, ezáltal előnyösen használható glaukóma kezelésére.

## Javallat
- Magas vérnyomás[3]
- Koszorúér-betegség (angina pectoris)[5]
- Szívritmus zavarok (tachycardia)[2]
- Glaukóma[4]

## Adagolás
Kardiovaszkuláris betegségek kezelésére a kezdeti adag 50 mg kétszer naponta szájon át, amely emelhető 100 mg-ra négyszer naponta. Alkalmazható transzdermális tapasz formájában is, nyújtott hatás elérésére.
Glaukóma kezelésére 0,05%-0,5% koncentrációjú szemcsepp formájában alkalmazzák.

## Ellenjavallat
A bupranolol főbb ellenjavallatai:
- Szívelégtelenség
- Kardiogén sokk
- Ingerületvezetési rendellenességek (II. III. fokú AV-blokk, szinoatrialis blokk)
- Sick Sinus Szindróma
- Alacsony nyugalmi pulzus (<50)
- Bradycardia
- Hipotónia
- Metabolikus acidózis
- Perifériás keringési rendellenességek
- Asthma bronchiale
- MAO-gátlók együttadása
- i.v. kalcium csatorna gátlók (verapamil, diltiazem), vagy más antiarritmiás gyógyszerek (disopyramid) együttadása

## Gyógyszerkölcsönhatás
A bupranolol és más gyógyszerek együttadása során felléphet:
- Bradycardia: rezerpin, guanfacin, klonidin, szívglikozidok, kalcium csatorna blokkolók együttadása esetén.
- Alacsony vérnyomás: más vérnyomáscsökkentők, nitroglicerin, triciklikus antidepresszánsok, barbiturátok, kalcium csatorna blokkolók, enziminhibitorok (pl. cimetidin) együttadása esetén.
- Magas vérnyomás: indometacin, adrenalin, noradrenalin, enziminduktorok (pl. rifampicin) együttadása során (mivel csökkentik a bupranolol vérnyomáscsökkentő hatását).
- Inzulin vagy orális antidiabetikum és bupranolol együttadása esetén fokozott elővigyázatosság szükséges mivel megnő a vércukorszint csökkentő hatás és a bupranolol elfedi a hipoglikémia tüneteit (tachicardia, remegés).

## Mellékhatások
Az alkalmazás során gyakrabban előforduló mellékhatások:
- Bőr szintjén: allergiás bőrkiütések,[3] hajhullás.
- Idegrendszer szintjén: fáradtság, szédülés, fejfájás, alvászavarok, rémálmok, hallucinációk.
- Gasztro-intesztinális traktus szintjén: emésztőrendszeri tünetek (hányás, hányinger, székrekedés vagy hasmenés).
- Kardiovaszkuláris rendszer szintjén: hipertónia, bradycardia, szívelégtelenség, szívritmuszavar, syncope, ingerületvezetési zavarok.

## Túladagolás
Bupranolol túladagolás során fellépő tünetek: bradycardia, szívelégtelenség, alacsony vérnyomás, bronchospazmus, nehézlégzés, tudatzavar, kardiogén sokk.

## Készítmények
Ophtorenin, Bupranol, Betadrenol, Adomed

Magyarországon nincs forgalomban.